# Khvarvaran
Le Khvarvaran est le nom de la province occidentale de l'empire Sassanide, elle-même divisée en quatre provinces : Mishan, Asuristan, Adiabène, Basse-Médie. 
Le territoire du Khvarvaran recouvre la plupart du territoire de l'Irak actuel. Le terme Irak dérive d'un mot persan Erak, qui signifie « bas-Iran »[réf. nécessaire].
La province, grâce à son agriculture irriguée par le Tigre, l'Euphrate et leurs affluents, était la ressource principale de la monarchie sassanide.